# Samuel Moyn
Samuel Moyn (nacido en 1972) es un profesor de Leyes e Historia en la Yale University, a  la cual   se unió en julio de 2017. Anteriormente, fue profesor de Historia en la Universidad de Columbia durante trece años y profesor de Historia y de Derecho en la Universidad de Harvard durante tres años. Sus intereses de investigación se centran en la historia intelectual europea moderna, con intereses especiales en Francia y Alemania, el pensamiento político y jurídico, la teoría histórica y crítica y, a veces, los estudios judíos.
Ha sido codirector del Consorcio de Historia Intelectual y Cultural del área de Nueva York, es editor de la revista Humanity y tiene cargos editoriales en varias otras publicaciones.

## Vida
Obtuvo su título A.B. de la Universidad de Washington en St. Louis  en Historia y Literatura francesa, (1994), su Ph.D. de la UC Berkeley (2000), y su J.D. de la Escuela de Leyes del Harvard (2001). Asistió a la Escuela Secundaria de University City (St. Louis).
En 2007, Moyn recibió el Premio anual Mark Van Doren de la Universidad de Columbia por su destacada enseñanza universitaria, determinada por los estudiantes universitarios, y una Premio a la Distinción Honorífica de la Facultad de Columbia por “méritos inusuales en una serie de actividades docentes”. En 2008, ganó una beca Guggenheim y actualmente es becario Berggruen en el Centro Edmond J. Safra de Harvard.
Es socio  en el Quincy Institute.

## Publicaciones
- Origins of the Other: Emmanuel Levinas between Revelation y Ethics (2005, Cornell Prensa Universitaria)
- A Holocaust Controversy: The Treblinka Affair in Postwar France (Una Controversia de Holocausto: El Asunto Treblinka en la Francia de la posguerra (2005, Brandeis Prensa Universitaria)
- Pierre Rosanvallon, Democracy Past and Future (2006, editor Samuel Moyn, Columbia Prensa Universitaria). (Democracia Pasado y Futuro)
- Human Rights in History (2010, Harvard Prensa Universitaria). (La Última Utopía: Derechos Humanos en Historia)
- Human Rights and the Uses of History (2014, Verso) Derechos humanos y los Usos de Historia
- Christian Human Rights (2015, Universidad de Prensa de Pensilvania) Derechos Humanos Cristianos
- Not Enough: Human Rights in an Unequal World  (2018, Harvard Prensa Universitaria). No Basta: Derechos Humanos en un Mundo Desigual.
- "Imperial Graveyard" ("Cementerio Imperial". revisión de George Packer, Nuestro Hombre:  Richard Holbrooke y el Fin del Siglo americano, Cabo, 2019, 592 pp.,   ), Revisión de Londres de Libros, vol. 42, núm. 3 (6 de febrero de 2020), pp. 23@–25.  Moyn Concluye su revisión, en p. 25: "[Packer  libro] Nuestro Hombre puede ser la visita más vívida  de América  extranjero delusions aquello ha sido ofrecido desde la Guerra de Vietnam."
- "The Road to Hell" ("La Carretera a Infierno". La revisión de Samantha Power es La Educación de un Idealista: Un Memoir) Revista de Asuntos americanos Vol. IV, Primavera 2020 pp. 149-160.